# Volvation
La volvation, du latin volvere (« rouler ») et du suffixe -(a)tion, est une réaction défensive chez certains animaux consistant à se mettre en boule en faisant un enroulement du corps sur lui-même. 
Elle se fait lorsque les conditions sont défavorables, notamment pour se défendre des prédateurs ou pour se mettre dans une phase de léthargie. 
Chez les tatous, la volvation complète la carapace et permet à l'animal d'obtenir une sphère lisse et sans défaut. 
Pour les vers de terre, ce comportement est employé lors des périodes trop chaudes ou d'assèchement. 
Chez les gloméris, cette faculté est, en plus d'une protection mécanique, un moyen contre la dessication.

Exemples d'espèces pratiquant la volvation :
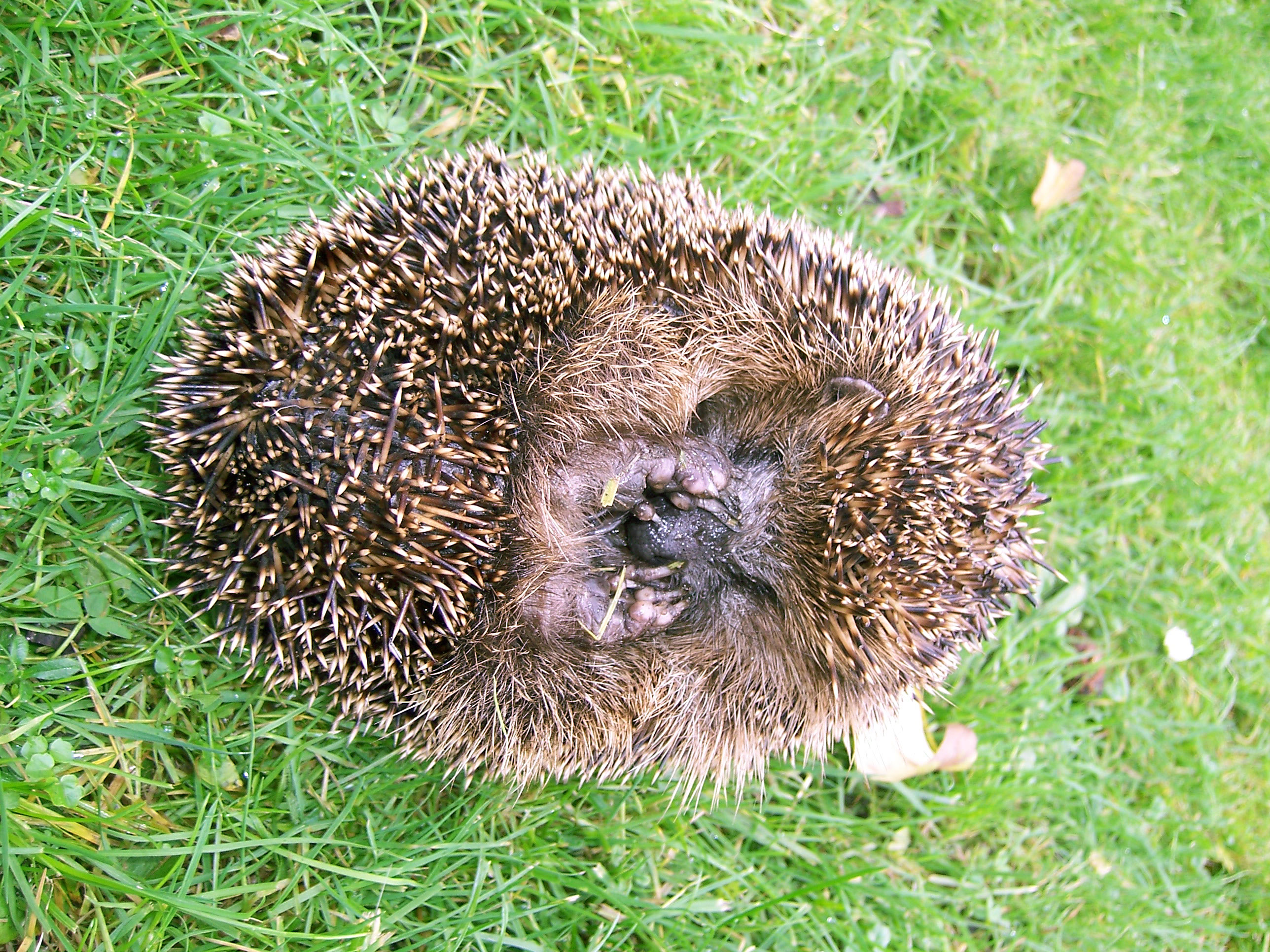
Le Hérisson d'Europe occidentale (Erinaceus europaeus).
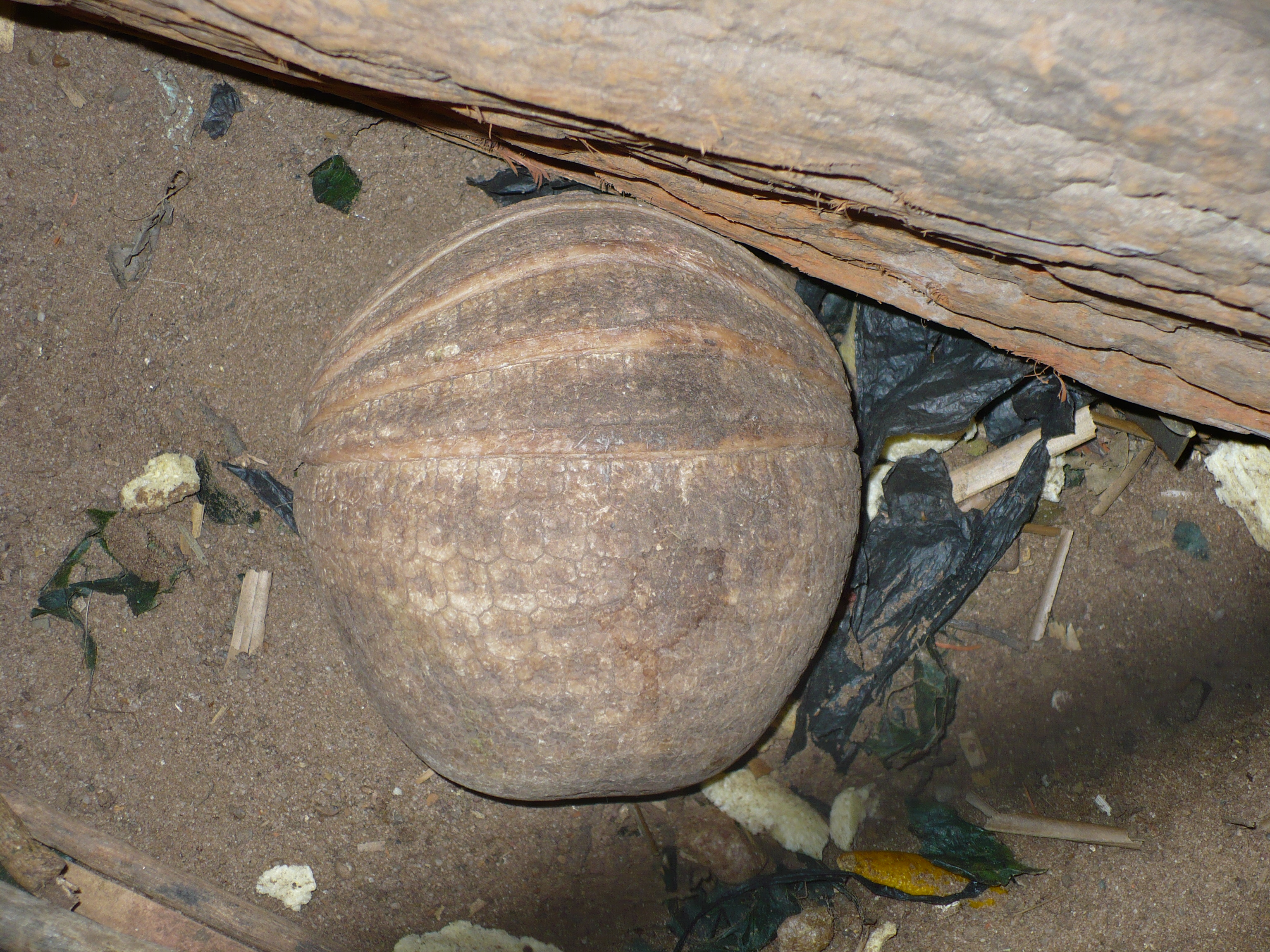
Le Tatou à trois bandes du Sud (Tolypeutes matacus).
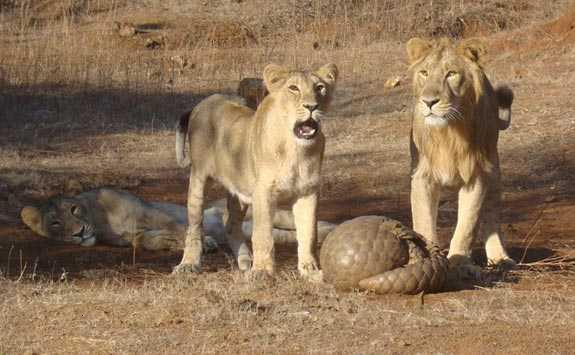
Un Pangolin indien (Manis crassicaudata) contre des Lions asiatiques (Panthera leo persica).
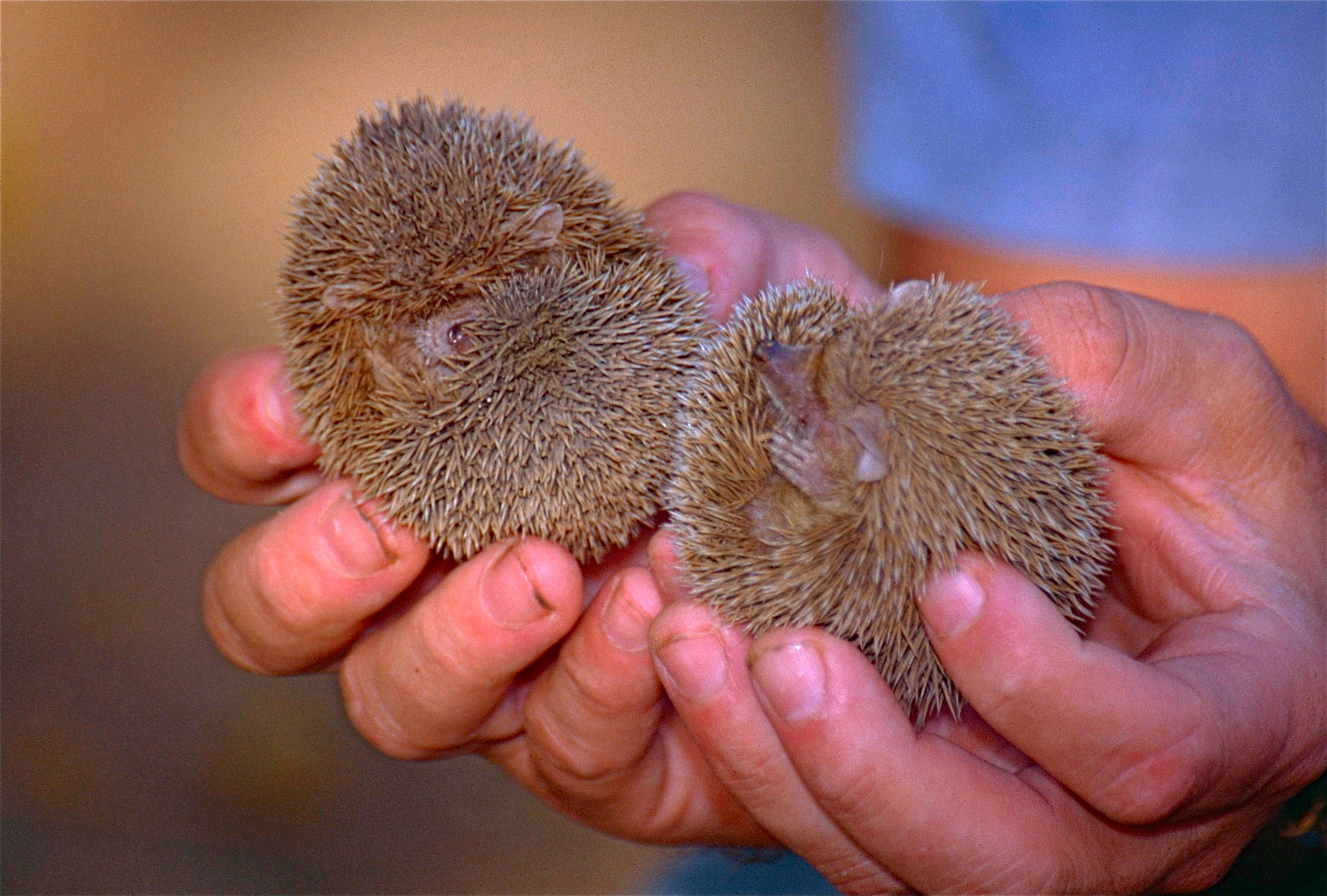
Le Petit Tenrec-hérisson (Echinops telfairi).
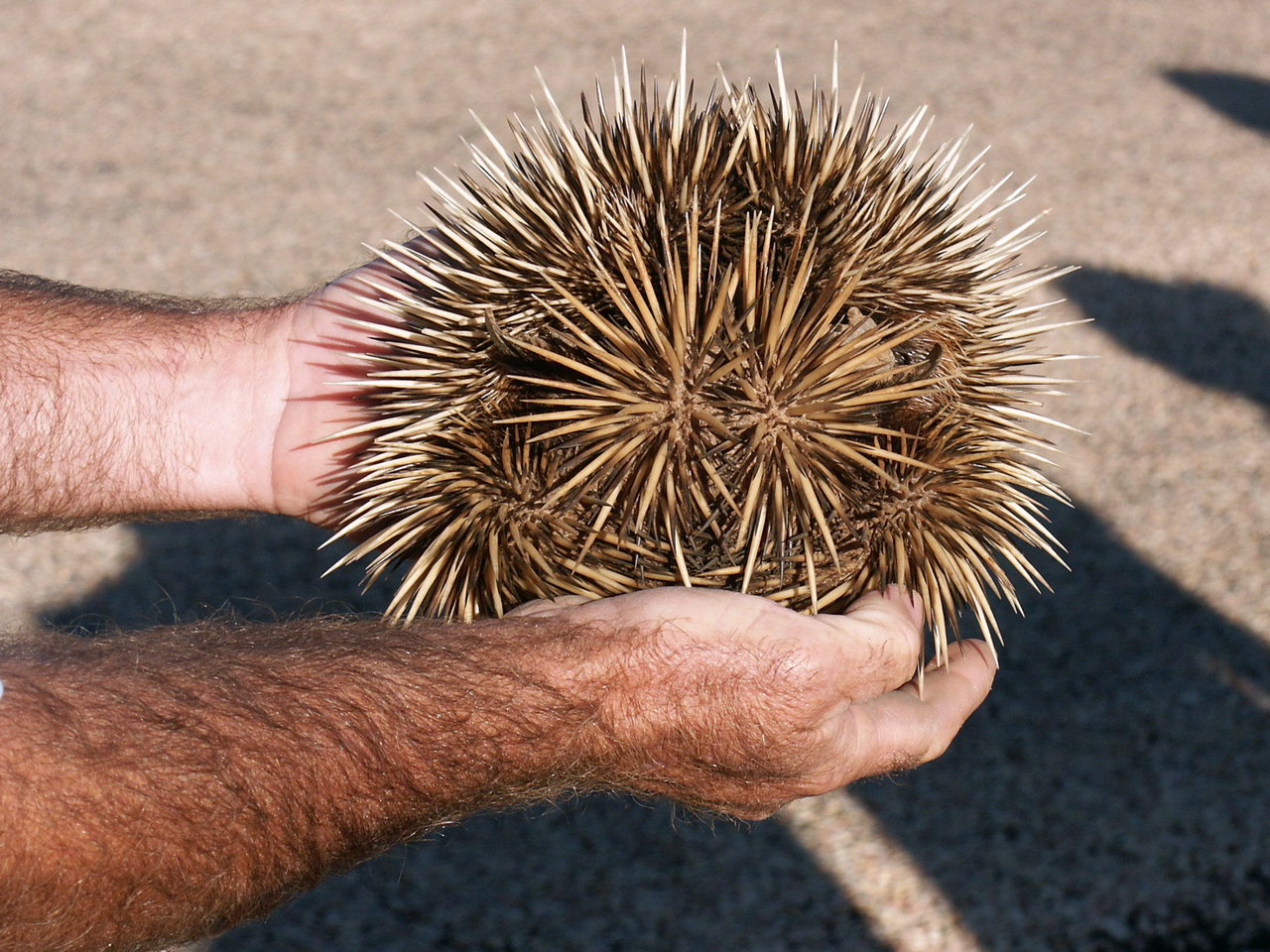
L'Échidné à nez court (Tachyglossus aculeatus).

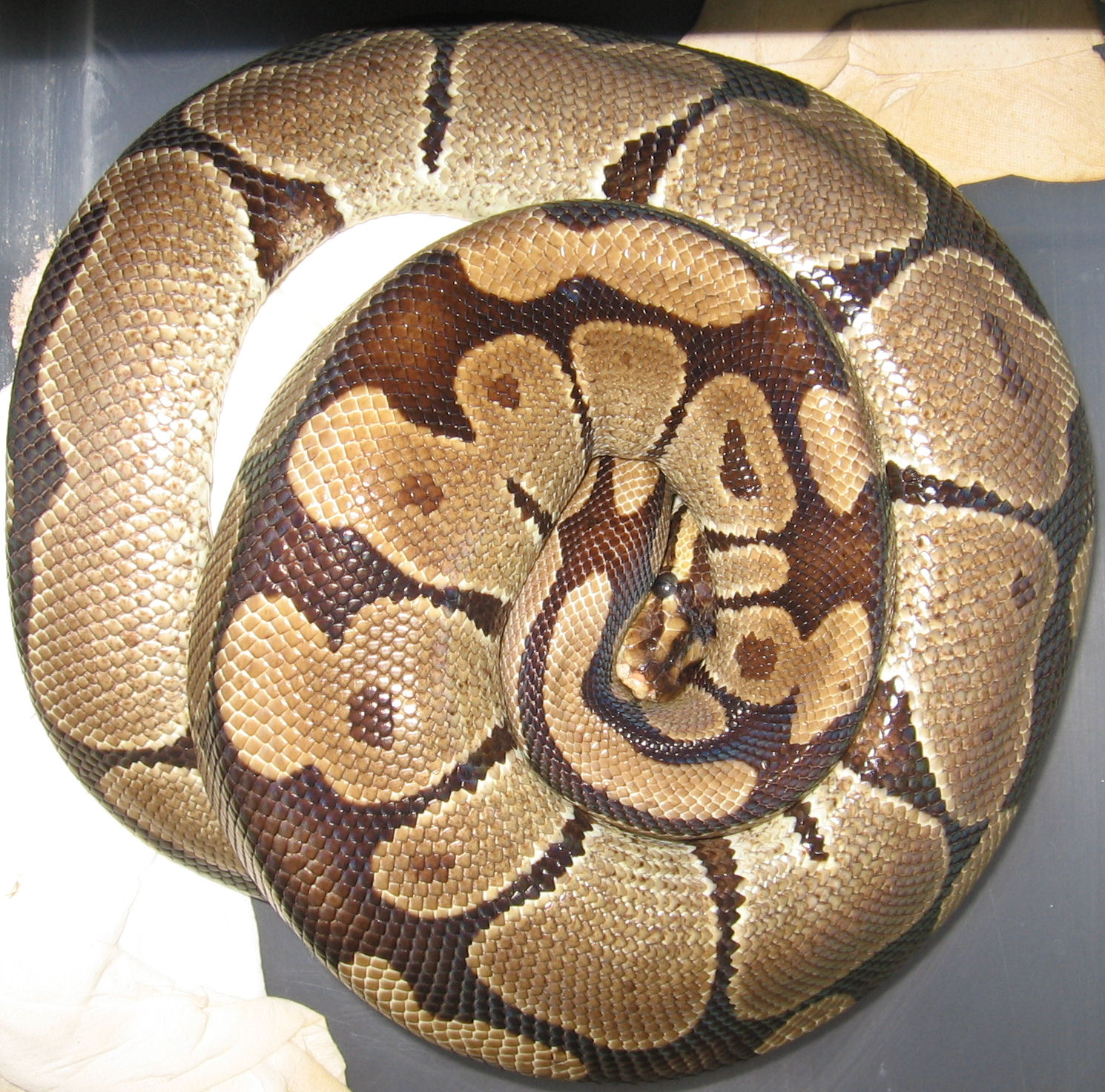
Le Python royal (Python regius).
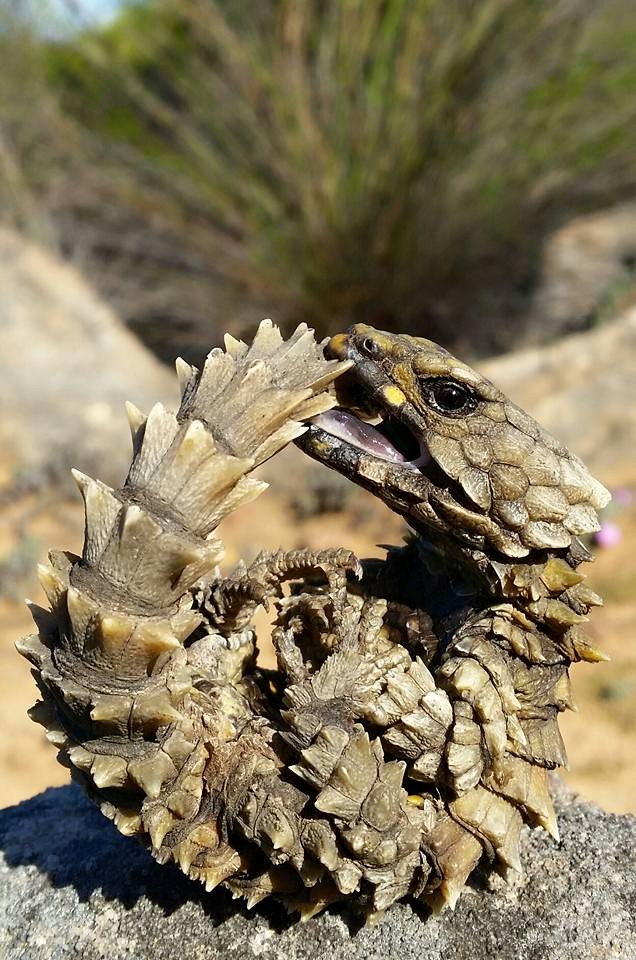
Le Zonure (Ouroborus cataphractus).
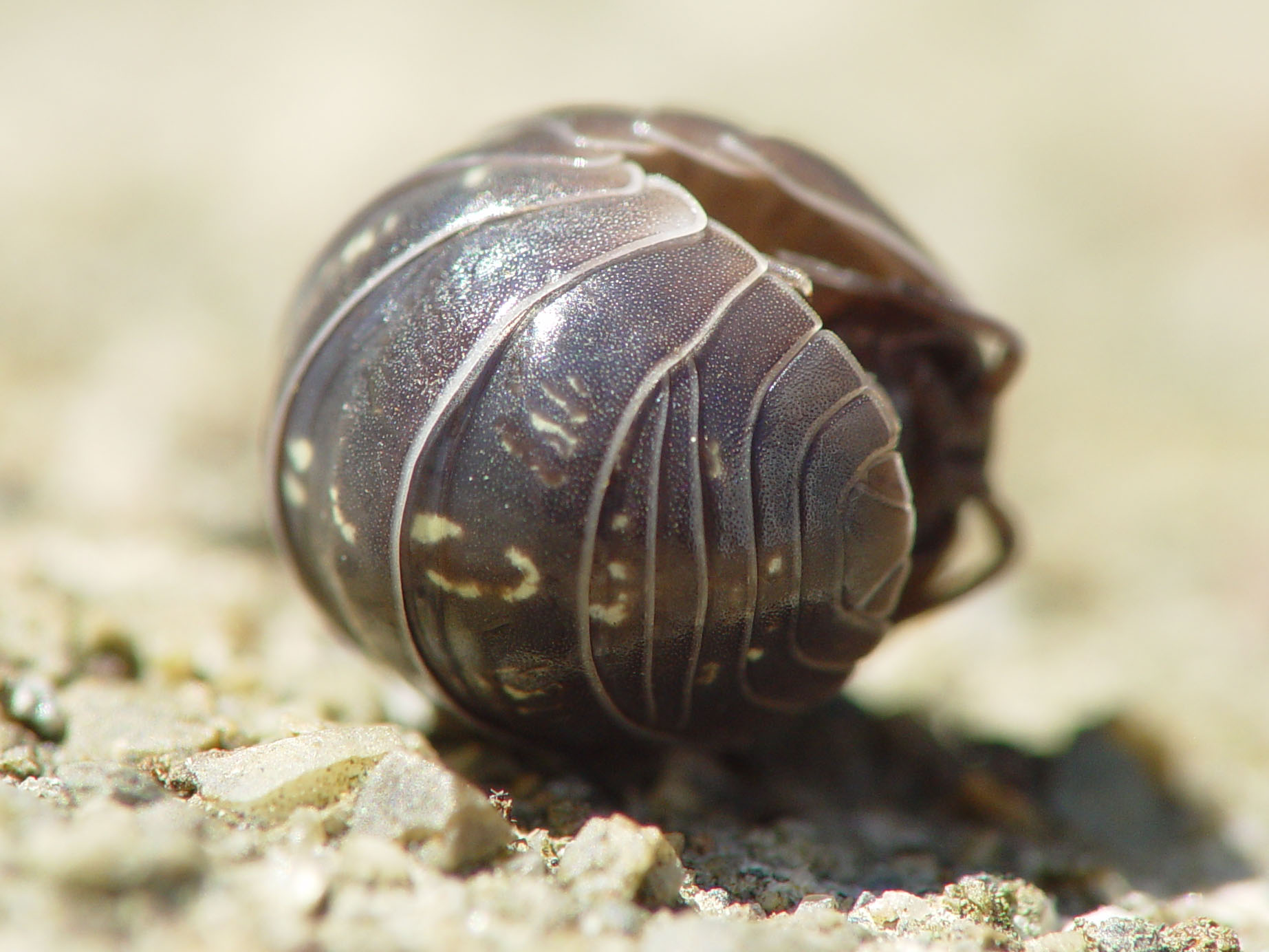
Le Cloporte commun (Armadillidium vulgare).
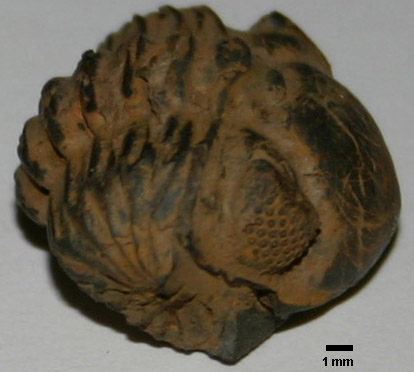
Phacops rana (en), un trilobite du Dévonien.
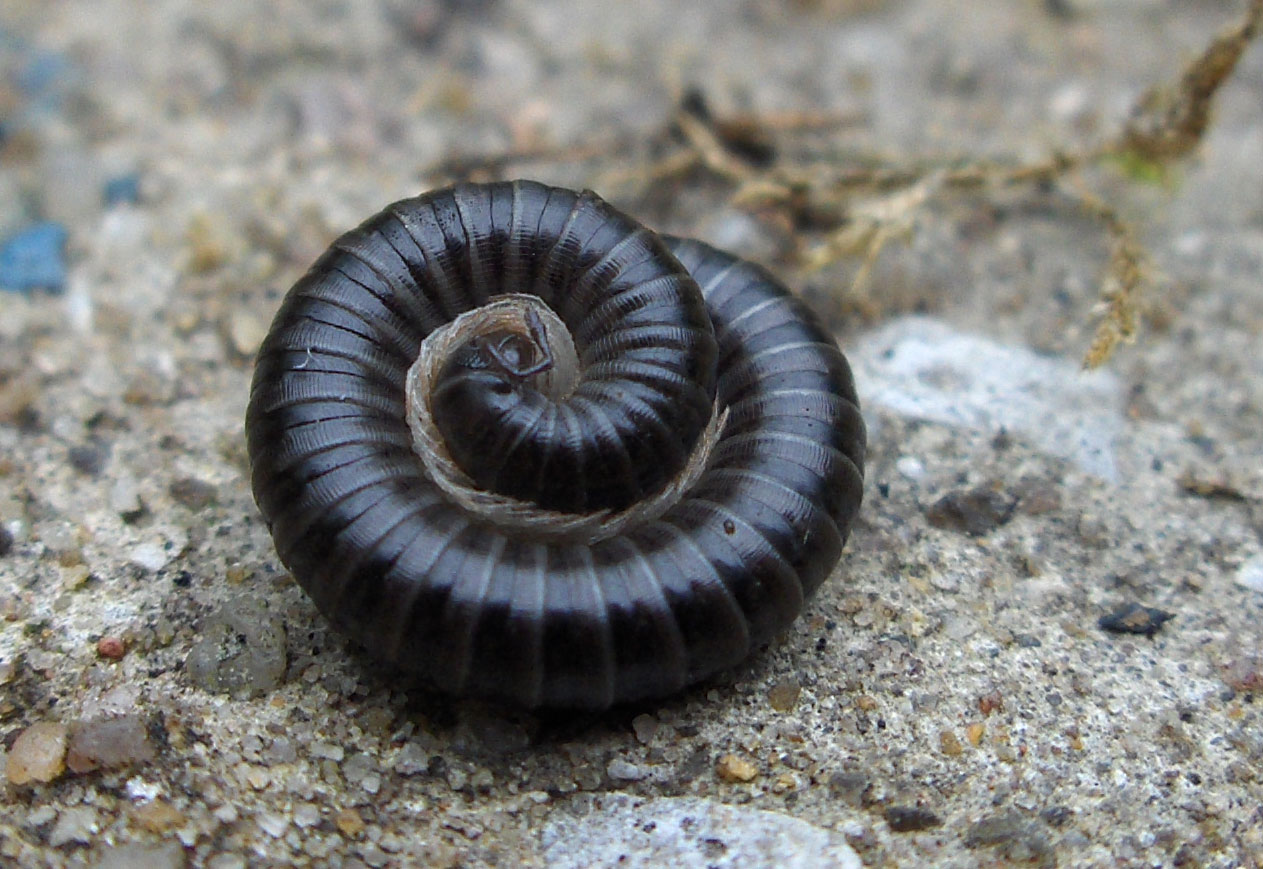
Tachypodoiulus niger, un diplopode.
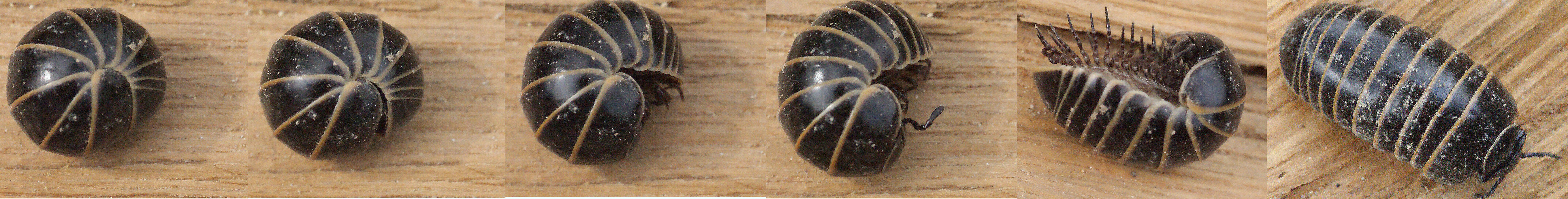
Étapes du déroulement chez Glomeris marginata.